# (33523) Warashina
1999 GT41 (asteroide 33523) é um asteroide da cintura principal. Possui uma excentricidade de 0.16378280 e uma inclinação de 4.43347º.
Este asteroide foi descoberto no dia 12 de abril de 1999 por LINEAR em Socorro.